# 秋山親吉
秋山 親吉（あきやま ちかよし）は、戦国時代の武将。中郡衆と呼ばれる安芸国の国人領主の一人で、安芸国高田郡秋山の旭日山城や藤加勢城を治める。後に毛利氏家臣。

## 生涯
安芸国の三篠川流域に自立的に割拠して中郡衆と呼ばれた国人領主の一つで、安芸国高田郡秋山の旭日山城や藤加勢城を治める秋山氏に生まれる。
永正8年（1511年）10月28日、同じく中郡衆の井原元造、内藤元廉らと共に毛利興元へ起請文を提出し、興元が在京・在山口の役を務める際に役銭を納め、以後忠節を尽くすことを約束した。その2日後の10月30日には毛利氏の執権を務める坂下総守に書状を送り、役銭10貫文を納める旨を伝えている。この「役銭」は毛利興元が大内義興に従って上洛する際に領内に課した浮役と同じものと考えられており、中郡衆は役銭を負担するのみで軍役を務める義務は負わなかったと考えられている。
享禄5年（1532年）7月13日付の毛利氏家臣団32名が互いの利害調整を毛利元就に要請した連署起請文では、30番目に「秋山信濃守親吉」と署名している。
天文11年（1542年）1月から始まる大内義隆の出雲遠征（第一次月山富田城の戦い）では、毛利元就に従って親吉も参加。天文12年（1543年）3月、南方親定と共に富田川を渡って河本隆任の旧宅に駐屯した際、連日の雨による河水暴漲によって交通が途絶したところを尼子軍の大西高由、本田家吉、立原幸綱らの襲撃を受け、奮戦するも衆寡敵せず大敗したところを元就に救出された。
没年は不明。